# Киомонте
Киомо̀нте (на италиански: Chiomonte; на пиемонтски: Cimon, Чимон, на окситански: Chaumont, Чаумоунт, на френски: Chaumont, Шомон) е село и община в Метрополен град Торино, регион Пиемонт, Северна Италия. Разположено е на 750 m надморска височина. Към 1 януари 2020 г. населението на общината е 881 души, от които 40 са чужди граждани.